# An tử động vật

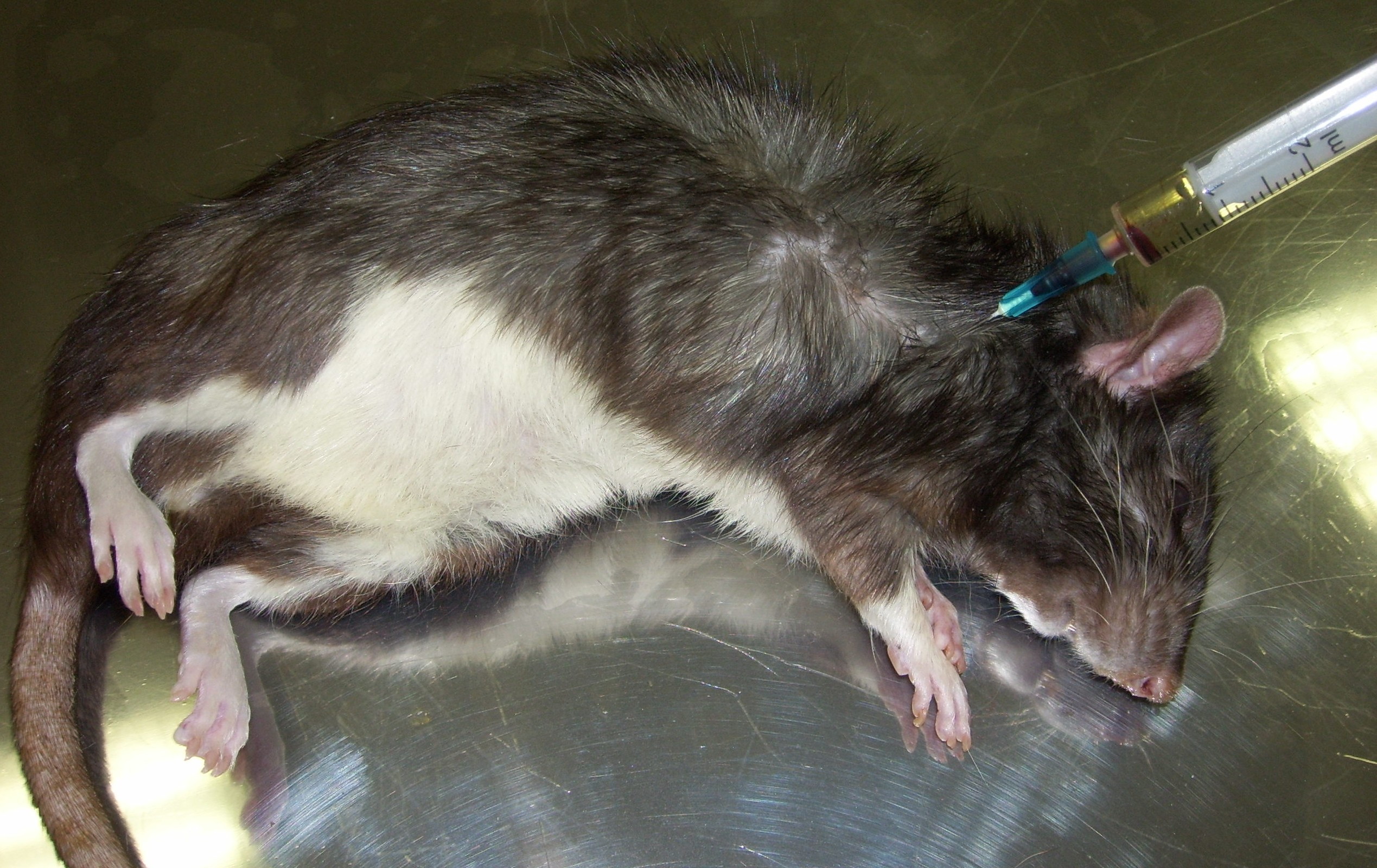
Một con chuột đang được tiêm thuốc cho chết

An tử động vật (Euthanasia, trong tiếng Hy Lạp: εὐθανασία có nghĩa là cái chết êm dịu) là hành vi làm cho một con vật chết hoặc cho phép nó được chết bằng các biện pháp y khoa. Các nguyên nhân để làm an tử cho động vật bao gồm các điều kiện hoặc bệnh tật không chữa được, bệnh nan y (và đặc biệt là đau đớn ở động vật), thiếu nguồn lực để tiếp tục hỗ trợ động vật hoặc các quy trình xét nghiệm ở các phòng thí nghiệm. 

## Tổng quan
Phương pháp an tử được thiết kế để gây ra đau đớn và đau khổ tối thiểu cho động vật được chết. An tử động vật (Euthanasia) khác với giết mổ động vật và kiểm soát loài gây hại mặc dù trong một số trường hợp thì quy trình cũng giống nhau. Các phương pháp gây an tử cho động vật có thể được chia thành các phương pháp dược lý và vật lý. Các phương pháp dược lý chấp nhận được bao gồm thuốc tiêm và khí thải hạ giảm hệ thần kinh trung ương và sau đó là hoạt động tim mạch để từ từ dẫn đến cái chết của con vật. Các phương pháp vật lý chấp nhận được trước tiên sẽ gây ra sự mất ý thức nhanh chóng bằng cách làm gián đoạn hệ thần kinh trung ương.
Các nguyên nhân gây sự an tử của thú nuôi và các động vật khác bao gồm: Bệnh tật ở giai đoạn cuối ví dụ như ung thư hoặc bệnh dại, bệnh tật hoặc tai nạn không dẫn đến chết tức thì nhưng sẽ gây ra đau đớn, thống khổ cho con vật, hoặc chủ sở hữu không có khả năng chi trả việc điều trị. Các vấn đề về hành vi (thường là các vấn đề không thể dạy dỗ được) ví dụ như sự hung hăng thái quá như những con chó hay cắn người người hoặc vật nuôi khác thường bị bắt và tiêu hủy. Tuổi tác dẫn đến sự suy giảm nghiêm trọng chất lượng cuộc sống của con vật, thiếu người chăm sóc. Trong quá trình nghiên cứu khoa học hoặc thử nghiệm, động vật có thể bị tiêu hủy để ngăn ngừa đau khổ sau khi thử nghiệm, để ngăn ngừa sự lây lan của bệnh tật, hoặc các lý do khác.
Việc thực hiện an tử ở động vật thường được thực hiện tại phòng khám hoặc bệnh viện thú y hoặc tại nơi ở và thường được thực hiện bởi bác sĩ thú y hoặc kỹ thuật viên thú y làm việc dưới sự giám sát của bác sĩ thú y. Nhiều chủ nhân vật nuôi đã chọn để vật nuôi của mình được hỏa táng hoặc chôn cất sau khi vật nuôi được chết. Nếu không, cơ sở chăn nuôi thường ướp xác và sau đó gửi nó đến bãi chôn lấp tại địa phương. Trong một số trường hợp, động vật bị giết tại các cơ sở lưu trú hoặc các cơ quan kiểm soát động vật được gửi tới các cơ sở chế biến thịt để chế biến sử dụng trong mỹ phẩm, phân bón, gelatin, thức ăn gia cầm, dược phẩm và thức ăn vật nuôi. 